# Panjange nigrifrons
Panjange nigrifrons là một loài nhện trong họ Pholcidae. Loài này được phát hiện ở Borneo.